# Munda darevskii
Munda darevskii är en insektsart som beskrevs av Bei-bienko 1966. Munda darevskii ingår i släktet Munda och familjen syrsor. Inga underarter finns listade i Catalogue of Life.